# ピアノソナタ第15番 (ベートーヴェン)
ピアノソナタ第15番（ピアノソナタだいじゅうごばん）ニ長調 作品28は、ルートヴィヒ・ヴァン・ベートーヴェンが作曲したピアノソナタ。『田園』という通称で知られる。

## 概要
ボンのベートーヴェン・ハウスに保管されている自筆譜への書き込みから、作曲年は1801年であることがわかっている。これは作品27の2曲のピアノソナタ（第13番、第14番）が作曲されたのと同じ年であるが、本作の構想がいつ頃から練られていたものであるかは定かではない。作品27では革新的な構成により作曲者独自の作風を打ち出したのに対し、本作は伝統的な形式を用いて回顧的な趣を呈している。こうした趣向の異なる作品が同時期に生み出されていることは、ベートーヴェンの作曲様式を知る上で興味深い。一方、音響面では引き続き大胆な試みが継続されている。
初版は1802年8月に、ウィーンの美術工芸社から世に出された。曲はヨーゼフ・フォン・ゾンネンフェルス男爵へと捧げられているが、献呈に至った経緯はよくわかっていない。『田園』という愛称で呼ばれるようになったのは、ハンブルクの出版社クランツが作曲者の死後1838年の出版時に『Sonate pastorale』と銘打ったのが最初とされる。名称が付された背景には、当時田園趣味の音楽が流行していたところを狙った商業的意図があるのではないかとする意見もあるが、いずれにせよこの愛称は楽曲の性格をうまく捉えており、今日まで残ったものと思われる。

## 演奏時間
約20-25分。

## 楽曲構成

### 第1楽章
Allegro 3/4拍子 ニ長調
ソナタ形式。絶え間なく打ち鳴らされるニ音がティンパニを思わせる中、簡素で穏やかな主題が歌い出される（譜例1）。
譜例1
経過句には2つの主題が扱われる。まずイ長調の旋律が現れ、変奏されつつ静まっていくと、続く素材がスタッカートの伴奏を伴って弱音で奏される。その後、木々のざわめきを思わせるような伴奏音型が両手で奏でられる中、第2主題がイ長調で歌われる（譜例2）。
譜例2
第2主題が確保されてクライマックスを形作るっと、コデッタには譜例3の新しい楽想があてがわれる。譜例3が勢いを減じつつ提示部を結んで反復となる。
譜例3
展開部ではまず第1主題が奏され、低音部に生じた8分音符の流れが第1主題と対位法的に組み合わされていく。はじめは譜例1の最後の4小節が繰り返されるが、次いで2小節単位となり、最後は1小節に切り詰められて反行系と入り乱れながら収束に向かう。ふいに譜例3が顔をのぞかせるが、フェルマータを付された休符がこれを遮る。同じやり取りが3度繰り返されると譜例1に接続されて再現部となる。ニ長調の第1主題に続き第2主題もニ長調に再現されると、コーダでは連続するニ音の上に第1主題を聴き、最後はそのまま穏やかさを保ってピアニッシモで楽章を閉じる。

### 第2楽章
Andante 2/4拍子 ニ短調
三部形式。作曲者の弟子であったカール・チェルニーはこの楽章を「素朴な物語 - 過ぎし時のバラード」と表現している。スタッカートの落ち着いた伴奏の上に優美な旋律が奏でられる（譜例4）。
譜例4
中途に挿入されるエピソードは第1楽章と同じく持続低音を持っており、その後に譜例4が再び現れて第1部を形作っている。中間部はニ長調に転じ、第1部とは対照的に野鳥の歌声を連想させるような朗らかな主題が現れる。中間部後段も同じ主題に基づき、二部形式を取っている。
譜例5
再現された譜例4はまもなく変奏されていく。コーダでは譜例4に続いて中間部の主題を振り返るが、ここでは既に快活さは失われており、威圧的な強奏に至ると次第に力を失い最弱音に終止する。ツェルニーによるとベートーヴェンはこの楽章を特に気に入っており、飽きることなく弾いていたという。

### 第3楽章
Scherzo. Allegro vivace 3/4拍子 ニ長調
スケルツォ、三部形式。単純明快に作られている。嬰ヘ音のオクターヴが下降してくる冒頭は譜例3と関わりがある（譜例6）。
譜例6
中間エピソードではオクターヴの動きが低音部に置かれ、譜例6が再現して冒頭の音型が3和音で力強く響く。中間部では、譜例7に示される農民的な舞踏の旋律が和声の彩りを変えながら繰り返される。
譜例7
その後スケルツォ・ダ・カーポとなり、第1部を反復して楽章を終える。

### 第4楽章
Rondo. Allegro, ma non troppo 6/8拍子 ニ長調
ロンド形式。バグパイプを思わせる持続低音がここでも失われていない。、その上に田園情緒豊かなロンド主題が提示される（譜例8）。
譜例8
アルペッジョの経過を挟み、2つ目の主題が提示される（譜例9）。カノン風の進行をするこの主題は、譜例8の伴奏音型から派生したものである。
譜例9
譜例9が変奏されて大きく盛り上がると、16分音符のパッセージを経た後、ひと呼吸おいて譜例8の再現となる。そのままロンド主題による展開が始まり、新たな主題が多声的な書法を用いて導入される。
譜例10
譜例10が次第に熱を帯びて頂点に達すると再び16分音符のパッセージが現れ、そのままスケールが4オクターヴを駆け下りる。譜例8が回帰して田園的な雰囲気を取り戻すと譜例9もニ長調で続く。ロンド主題を基にした終結部が弱音から穏やかに開始されるものの、最後はピウ・アレグロとテンポを高め、譜例8の伴奏リズムの上に急速な音型が動き回ってそのまま勢いよく全曲を終結に導く。